# Eugène Burnouf

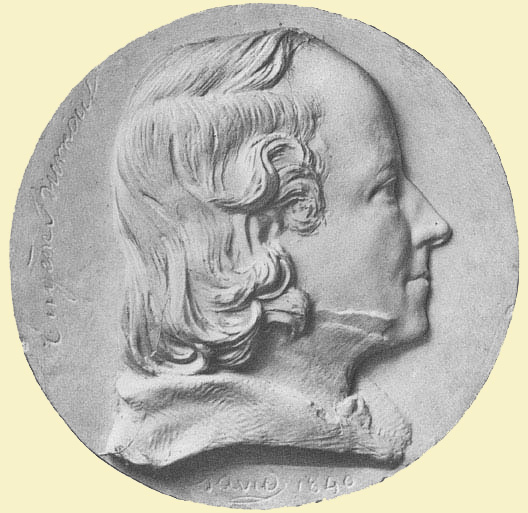
Eugène Burnouf, por David d'Angers

Eugène Burnouf, (París, 8 de abril de 1801 - París, 28 de mayo de 1852) fue un filólogo e indólogo francés, fundador de la Société Asiatique en el año 1822. Era hijo de Jean-Louis Burnouf.

## Biografía
Estudió en la École royale des chartes y se consagró al estudio de las lenguas orientales, promoviendo el estudio científico de los textos védicos en Francia. Fue profesor de gramática en la École Normale Supérieure y del Collège de France, donde ocupó la cátedra de sánscrito entre 1832 y 1852. Fue elegido miembro de la Académie des inscriptions et belles-lettres en 1832. Sus investigaciones no se limitaron al sáncrito, sino que se extendieron al pali ya al avéstico. 
Se considera a Eugène Burnouf como uno de los grandes indólogos de Francia y el padre de los estudios occidentales sobre el budismo. Tradujo al francés el Bhagavata Purana y el Sutra del Loto.
Era hermano de Émile-Louis Burnouf. Su hija Laure se casó con el historiador Léopold Delisle.

## Obras
- Essai sur le Pali (1826)
- Vendidad Sade, l'un des livres de Zoroastre (1829-1843)
- Commentaire sur le Yaçna, l'un des livres liturgiques des Parses (1833-1835)
- Mémoire sur les inscriptions cunéiformes (1838)
- Bhagavata Purana ou histoire poétique de Krichna (3 volúmenes, 1840-1847)
- Introduction à l'histoire du Bouddhisme indien (1844 ; 1876)
- Le Lotus de la bonne loi, traduit du sanscrit, accompagné d'un commentaire et de vingt et un mémoires relatifs au buddhisme (Paris, Imprimerie Nationale, 1852). Reedición: Librairie d'Amérique et d'Orient A. Maisonneuve, Paris, 1973.
- Eugène Burnouf on French Wikisource